# Адлер, Сайрус
Сайрус Адлер (13 сентября 1863, Ван-Бьюрен — 7 апреля 1940, Филадельфия, США) — американский еврейский религиозный и общественный деятель, учёный-семитолог, педагог.

## Биография
Образование получил в Высшей филадельфийской школе, в Пенсильванском университете, где получил степень доктора философии, и в университете Джонса Хопкинса.
С 1887 по 1893 год преподавал семитские языки в университете Джонса Хопкинса. В 1887 году занял место помощника куратора отделения восточных древностей Национального музея Соединенных Штатов в Вашингтоне, а в 1889 году — заведующего секцией историко-религиозных церемониалов Смитсоновского института. С с 1892 по 1905 год — библиотекарь Смитсоновского института.
В 1892 году Адлер был среди учредителей Американо-еврейского исторического общества, вначале занимая должность секретаря (1892—1898), а с 1898 года — председателя. Основатель Совета еврейского благосостояния и редактор еврейской энциклопедии на английском языке («Jewish Encyclopedia»). Состоял также вице-президентом антропологического общества в Вашингтоне.
С 1908 по 1940 год — первый и многолетний президент центра перспективных исследований иудаики Дропси-Колледжа (Dropsie College, позже университет). С 1913 года — президент «Объединенной синагоги Америки», являющейся объединением конгрегаций консервативного иудаизма.
Редактор журнала «Джуиш куотерли ревью» (1916—1940).
Один из основателей в 1906 году Американского еврейского комитета. После смерти Соломона Шехтера возглавлял Еврейскую теологическую семинарию в Нью-Йорке.
С. Адлер был членом еврейской делегации на Парижской мирной конференции в 1919 году.
Активно участвовал в работе Еврейского агентства.

## Научная деятельность
Его многочисленные научные труды включают статьи о сравнительной религии, ассириологии и семитской филологии. Он редактировал Еврейский ежегодник с 1899 по 1905 год и Еврейский Квартальный Обзор с 1910 по 1940 год. Принимал участие в составлении Международного каталога научной литературы и был представителем Соединенных Штатов на Лондонской конференции, созванной в 1898 году по этому вопросу.
Среди научных трудов Адлера «Описание предметов еврейского культа в коллекции Бенгиата в Национальном музее» и многочисленные работы в «Записках Американо-еврейского исторического общества».
Адлер опубликовал также ряд публицистических сочинений на еврейские темы («Голос Америки в Кишиневе», 1904; и многие другие).
Напечатал вместе с Алланом Рамсаем «Told in the Coffee-house» (New York, 1898), серию народных рассказов, собранных в Константинополе. В выходившей в 1901—1906 годах в Нью-Йорке «Jewish Encyclopedia» был редактором американско-еврейского раздела и раздела по библейской археологии.
Автор книг «Jacob H. Schiff: His Life and Letters» (в двух томах, в русском переводе с сфальсифицированным подзаголовком «Джейкоб Генри Шифф. Гений финансового мира и главный спонсор русских революций», перевод на рус. язык 2016, ISBN 978-5-9524-5218-3) и «С уверенностью в правоте: американские дипломатические акции, затрагивающие евреев. 1840—1945» (в соавт.).